# 日本一厘硬币
一厘硬币（日语：一厘硬貨），或称一厘铜币（日语：一厘銅貨），是日本明治年间发行的一种辅助货币，材质为铜，面额为“一厘”，每一千枚价值一日元。

## 基本信息
| 版别     | 图案 | 发行年代       | 直径    | 重量 | 材质              | 正面描述                           | 背面描述 | 来源  |
| -------- | ---- | -------------- | ------- | ---- | ----------------- | ---------------------------------- | -------- | ----- |
| 一厘铜币 |      | 1874年－1884年 | 15.75mm | 0.9g | 铜98%、锡1%、锌1% | 菊花紋章、国号、年号纪年、英文面额 | 面额     | [ 1 ] |

## 历史
明治元年（1868年），日本决定按照欧美的货币样式铸行新货币，并将货币单位由本来的两和文改变为圆、钱和厘。但直到明治二年，发行的仍是旧样式的货币。明治四年（1871年），日本颁布《新货条例》，正式确定新币的样式。最早根据《新货条例》制造的一厘铜币是币面带有“明治三年”钱文的试铸币，该币直径五分二厘，重二分四五一，材质为铜98%、锡1%及锌1%，币边平滑，正面为满铺的旭日图案，右左合为横书面额“一厘”两字，因此明治三年的一厘试铸币也被称“旭日横一厘铜币”（旭日横1厘銅貨）；背面中央为菊花紋章，菊花上方为兑换说明“十枚換一錢”，下方为年号纪年“明治三年”。
明治六年（1873年）八月，日本太政官颁布太政官达，修改一厘铜币的样式，直径、币材未变，重量改为二分四五一，正面为仅有竖写的面额“一厘”两字，背面中央为菊花紋章，外圈文字全部朝向钱币中心，包括顺时针的“大日本·明治○○年”（○○为纪年汉字）和逆时针的英文面额“1 RIN”字样。纪年为“明治六年”的部分一厘铜币的英文面额为“1 MIL”，但存在数量很少。明治七年（1874年），一厘铜币正式开始发行。
1953年，日本政府颁布《小额通货整理法》，面额低于一日元的货币被废止，一厘硬币与其他小额货币皆退出流通。

## 版别与铸造量
| 币面纪年   | 公元纪年 | 铸造量/枚  | 数据来源    |
| ---------- | -------- | ---------- | ----------- |
| 明治六年   | 1873年   | 6,979,260  | [ 2 ]       |
| 明治七年   | 1874年   | 6,979,260  | [ 2 ]       |
| 明治八年   | 1875年   | 3,718,840  | [ 4 ]       |
| 明治九年   | 1876年   | 23,000     | [ 2 ] [ 4 ] |
| 明治十年   | 1877年   | 23,000     | [ 2 ]       |
| 明治十三年 | 1880年   | 810        | [ 4 ]       |
| 明治十五年 | 1882年   | 3,632,360  | [ 4 ]       |
| 明治十六年 | 1883年   | 14,128,150 | [ 4 ]       |
| 明治十七年 | 1884年   | 16,009,130 | [ 4 ]       |

## 备注
1. ↑  各资料中对正面、背面的判定或有不同，此处以带有国号的一面为正面